# Gare de Kolari
La Gare de Kolari  (en finnois : Kolarin rautatieasema) est une gare ferroviaire finlandaise située à Kolari.

## Situation ferroviaire
La gare de Kolari est la gare ferroviaire plus septentrionale de Finlande. Elle est l'extrémité nord de la ligne de Kolari qui va de Tornio à Kolari. Elle est à 1 067,2 km de la Gare centrale d'Helsinki qu'elle permet de rejoindre en passant par Oulu, Seinäjoki et Haapamäki. 
La gare de Tornio est distante de 183 kilomètres.

## Histoire
Le premier train de voyageur est arrivé à Kolari en février 1985 et de nos jours la gare accueille annuellement plus de 80 000 voyageurs.
Le bâtiment principal de la gare conçu par  Ilpo Väisänen est construit en 1998.